# 2732 Witt
A 2732 Witt (ideiglenes jelöléssel 1926 FG) a Naprendszer kisbolygóövében található aszteroida. Max Wolf fedezte fel 1926. március 19-én.